# Episodi di The King of Queens (quinta stagione)
La quinta stagione della serie televisiva The King of Queens, composta da 25 episodi, è andata in onda negli Stati Uniti sul canale CBS dal 23 settembre 2002 al 19 maggio 2003.
| nº | Titolo originale  | Titolo italiano               | Prima TV USA      | Prima TV Italia |
| -- | ----------------- | ----------------------------- | ----------------- | --------------- |
| 1  | Arthur, Spooner   |                               | 23 settembre 2002 |                 |
| 2  | Window Pain       |                               | 30 settembre 2002 |                 |
| 3  | Holy Mackerel     |                               | 7 ottobre 2002    |                 |
| 4  | Kirbed Enthusiasm |                               | 14 ottobre 2002   |                 |
| 5  | Mammary Lane      | Una questione di tatto        | 21 ottobre 2002   |                 |
| 6  | Business Affairs  | Sposi d'ufficio               | 28 ottobre 2002   |                 |
| 7  | Flame Resistant   | La fiamma del passato         | 4 novembre 2002   |                 |
| 8  | Flash Photography | La foto dello scandalo        | 11 novembre 2002  |                 |
| 9  | Connect Four      | Doppia coppia                 | 18 novembre 2002  |                 |
| 10 | Loaner Car        | Moglie in prestito            | 25 novembre 2002  |                 |
| 11 | Mentalo Case      | Regali di Natale              | 16 dicembre 2002  |                 |
| 12 | Jung Frankenstein | Doug in analisi               | 6 gennaio 2003    |                 |
| 13 | Attention Deficit |                               | 20 gennaio 2003   |                 |
| 14 | Prints Charming   |                               | 3 febbraio 2003   |                 |
| 15 | Animal Attraction | Coppie insolite               | 10 febbraio 2003  |                 |
| 16 | Golden Moldy      | Vacanza indimenticabile       | 17 febbraio 2003  |                 |
| 17 | S'Poor House      | Mani bucate                   | 24 febbraio 2003  |                 |
| 18 | Steve Moscow      | La squadra antimuffa          | 10 marzo 2003     |                 |
| 19 | Cowardly Lyin'    | Le bugie hanno le gambe corte | 31 marzo 2003     |                 |
| 20 | Driving Reign     | Orgoglio di fattorino         | 14 aprile 2003    |                 |
| 21 | Clothes Encounter | Bulimia da shopping           | 21 aprile 2003    |                 |
| 22 | Queens'bro Bridge | Finalmente soli!              | 28 aprile 2003    |                 |
| 23 | Dog Shelter       | Bugie di marzapane            | 5 maggio 2003     |                 |
| 24 | Taste Buds        | Il manipolatore               | 12 maggio 2003    |                 |
| 25 | Bed Spread        | Letti separati                | 19 maggio 2003    |                 |

## Bugie di marzapane
- Titolo originale: Dog Shelter
- Diretto da: Rob Schiller
- Scritto da: David Bickel e Ilana Wernick

### Trama
Doug e Carrie vanno in Florida a trovare i genitori di Doug. Doug verrà a conoscenza di alcuni segreti riguardanti la sua infanzia. Tra questi, quello che più lo infastidisce, è che i suoi genitori, per non dargli un dispiacere, gli hanno nascosto la morte del suo cane Rocky, sostituendolo in 27 anni con altri tre cani simili.
Spence, per paura che la madre possa disapprovare la sua fidanzata Denise, chiede aiuto ad Arthur in vista della cena organizzata per farle conoscere.
- Guest star: Anne Meara (Veronica Olchin), Rachel Dratch (Denise], Tyler Hendrickson (Giovane Doug), Dakin Matthews (Joe Heffernan), Jenny O'Hara (Janet Heffernan)